# Aganos
Aganos (altgriechisch Ἀγανός Aganós) ist in der griechischen Mythologie ein Sohn des Paris und der Helena.